# 21. korpus (Avstro-Ogrska)
21. korpus je bil korpus avstro-ogrske skupne vojske, ki je bil aktiven med prvo svetovno vojno.

## Poveljstvo
Poveljniki (Kommandanten)
- Kasimir von Lütgendorf: maja 1916 - november 1918

Načelniki štaba (Stabchefs)
- Hermann Langer von Langerode: maj - julij 1916
- Paul Höger: julij 1916 - november 1917
- Robert Rychtrmoc: november 1917 - april 1918
- Walter Slameczka: april - november 1918